# Francesco Borghese
Francesco Borghese (* 1556; † 1620 in Rom) war Graf von Rignano und General der Päpstlichen Armee von Paul V.

## Leben
Francesco Borghese stammte aus dem römischen Adelsgeschlecht der Borghese. Er war der Sohn von Graf Marcantonio Borghese (1504–1574) aus Siena, der 1541 mit seiner Familie nach Rom umsiedelte.
Sein Bruder Camillo war als Paul V. von 1605 bis 1621 Papst der katholischen Kirche. Sein Bruder Giovanni Battista (Giambattista Borghese 1554–1609) war Gouverneur von Borgo und Kastellan der Engelsburg. Der Sohn aus der Ehe seiner Schwester Ortensia mit Francesco Caffarelli war der spätere einflussreiche Kardinal Scipione Caffarelli Borghese.
Mit Einsetzung seines Bruders Paul V. zum Papst erhielt er eines der höchsten weltlichen Ämter des Kirchenstaates, Generalkapitän der päpstlichen Garden und Kastellan der Festung Ascoli.
Er heiratete Ortensia Santacroce Publicola aus einem römischen Adelsgeschlecht. Die Ehe blieb kinderlos. Nach dem Todes seines Bruders Giovanni Battista Borghese 1609 war er Oberhaupt der Familie Borghese.